# Калужский (Доволенский район)
Калужский — упразднённый посёлок в Доволенском районе Новосибирской области России. На момент упразднения входил в состав Комарьевского сельсовета. Исключен из учётных данных в 1968 году.

## География
Располагался на востоке района, к западу от региональной трассы Р383 «Каргат - Кочки», в 12 км к северо-востоку от села Комарье.

## История
Посёлок был основан в 1922 году. В 1928 году состоял из 57 хозяйств. В административном отношении входил в состав Комарьевского сельсовета Индерского района Новосибирского округа Сибирского края.
Решением Новосибирского облисполкома в 1968 году посёлок исключен из учётных данных.

## Население
По переписи 1926 г. в посёлке проживало 306 человек (160 мужчин и 146 женщин), основное население — украинцы.